# Chilenska förtjänstlegionen
Chilenska förtjänstorden (spanska: Legión de Mérito de Chile), är en chilensk orden instiftad 1817 av den chilenska militären och politikern Bernardo O’Higgins för belöning av utländska medborgare. Medlemskap i orden gavs en mängd privilegier i Chile och dess medlemmar hade rätt att bära insignier enligt klassen som man tilldelats. Orden avskaffades 1825